# Skórnik (wzgórze)
Skórnik (niem. Riemannhöhe) - sztuczne utworzone wzniesienie, przy ulicy Koszyckiej, na osiedlu Partynice we Wrocławiu o wysokości bezwzględnej 129 m n.p.m., zachowane w postaci szczątkowej. 
Skórnik powstał pod koniec XIX wieku z nadwyżek gruntu przeznaczonego do budowy nasypu Towarowej Obwodnicy Wrocławia, w tym samym czasie co Mała Sobótka i Wzgórze Bendera. Inicjatorem utworzenia sztucznego wzgórza, tak jak w przypadku innych kopców wzdłuż linii, było Breslauer Verschönerungsverein - Wrocławskie Towarzystwo Upiększania. 
Wzgórze od początku pełniło funkcje rekreacyjne, głównie zimą, kiedy było wykorzystywane jako górka saneczkowa. Na szczycie ustawiono drewniany pawilon, zniszczony w latach późniejszych i nigdy potem nieodbudowany. Niemiecka nazwa wzgórza została nadana dla upamiętnienia aktywisty Breslauer Verschönerungsverein - zmarłego 11 listopada 1905 roku kupca Paula Riemanna. 
Pod koniec lat 60. XX wieku, w czasie budowy osiedla domów jednorodzinnych, usunięto znaczną część ziemi, z której zostało usypane wzgórze Skórnik. Obecnie nie posiada ono walorów rekreacyjnych ani widokowych.